# داسو اتندارد ۶
داسو اتندارد ۶ (به انگلیسی: Dassault Étendard VI) یک هواگرد ساختِ کارخانهٔ داسو اویاسیون در کشور فرانسه است. نخستین استفاده‌کنندهٔ این هواپیما نیروی هوایی فرانسه بوده‌است.